# Andreas Figl
Andreas Figl (* 22. Juni 1873 in Wien; † 11. November 1967 in Salzburg) war ein österreichischer Offizier und Kryptologe.

## Leben
Figl wuchs in Wien und Sarajevo auf. Mit vierzehn Jahren begann seine Ausbildung als Kadett. 1891 kam er als Leutnant nach Dalmatien. Nach einem Dienstunfall wurde er 1910 als Hauptmann in den Ruhestand versetzt. 1911 wurde er jedoch reaktiviert, um die Chiffrierorganisation der k.u.k. Armee aufzubauen. Als Autodidakt vollbrachte er dabei überragende Leistungen. Da er inzwischen zum Experten geworden war, wurde er von 1920 bis zur Pensionierung im Jahre 1937 im Außenministerium tätig.
1926 erschien sein Buch „Systeme des Chiffrierens“. Die Herausgabe des zweiten Bandes „Systeme des Dechiffrierens“ wurde ihm jedoch amtlich untersagt. Unermüdlich weiterarbeitend, wurde er 1960 noch Berater des jungen Bundesheeres. Erst zu seinem 90. Geburtstag wurde ihm eine Ehrung zuteil. 1967 starb der „Altmeister der österreichischen Kryptographie“.

## Werke
- Systeme des Chiffrierens. U. Moser, Graz 1926 (Wissenschaftliche Veröffentlichungen des Kriminalistischen Laboratoriums der Polizeidirektion Wien)